# Sinitún
Sinitún es una localidad del municipio de Huhí en el estado de Yucatán, localizado en el sureste de México.

## Toponimia
El nombre (Sinitún) proviene del idioma maya.

## Hechos históricos
- En 1900 pertenecía al municipio de Hoctún con el nombre de Sinintún y tenía 24 habitantes (16 hombres y 40 mujeres).[6]

## Demografía
Según el censo de 2005 realizado por el INEGI, la población de la localidad era de 0 habitantes.
| 24                          | ? | 0 | 0 | 0 |
| (Fuente: INEGI [Consultar]) |   |   |   |   |